# Cnova
Cnova N.V. mit Sitz in Amsterdam ist eine vom französischen Einzelhandelskonzern Groupe Casino kontrollierte börsennotierte Holding, dessen bedeutendste Beteiligung der französische e-commerce-Händler Cdiscount ist.

## Hintergrund
Cnova wurde 2014 gegründet, um die französischen und brasilianischen E-Commerce-Aktivitäten von Casino (Frankreich), GPA und Via Varejo und Exito (Brasilien) zu halten. Cnova wurde im November 2014 am NASDAQ unter dem Tickersymbol „CNV“ und im Januar 2015 im Euronext Paris an die Börse gebracht. Nach einer Reorganisation im Jahr 2016 wurde die brasilianische Tätigkeit von Cnova zu 100 % von Via Varejo, zu der Zeit eine GPA-Tochter eingebracht. Infolgedessen konzentrierte sich Cnova erneut rein auf das französische E-Commerce-Geschäft von Cdiscount. Cdiscount ist eine in Bordeaux ansässige e-commerce Plattform, ursprünglich auf CDs und DVD spezialisiert, die heute aber ein volles Sortiment von Unterhaltungselektronik, Haushaltsgeräten, Informatik, Telefonie etc. bis hin zu Bekleidung, Möbel, Heimwerkergegenstände, Autozubehör und ähnlichen anbietet, sowohl direkt als auch als Online-Marktplatz, und ist die führende französische e-commerce Plattform.
Im Dezember 2016 lancierte Casino gleichzeitig öffentliche Angebote, eines in den USA und eines in Frankreich, zum Erwerb aller ausstehenden Stammaktien von Cnova. Im Januar 2017 gaben Casino und Cnova die Ergebnisse der Übernahmeangebote für die Stammaktien von Cnova N. V. in den Vereinigten Staaten und Frankreich bekannt: Casino kontrolliert fortan ca. 99 % des Kapitals von Cnova.
Am 3. März 2017 hat Cnova seine Stammaktien freiwillig von der NASDAQ zurückgezogen (Delisting); die Stammaktien von Cnova sind weiterhin an der Euronext Paris notiert.